# Etienne Fuzellier
Etienne Fuzellier (Carpentras, 20 gennaio 1908 – Parigi, 24 febbraio 1993) è stato un insegnante, critico cinematografico, sceneggiatore e autore teatrale francese.
È il padre di Michel Fuzellier, illustratore e regista di film d'animazione.

## Biografia
Etienne François Albéric Fuzellier è stato professore di lettere a Parigi, professore a l'IDHEC (institut des hautres etudes cinematographiques), ricercatore sull'estetica della radio al Centre d'Etudes Radiophonique, autore teatrale, sceneggiatore radiofonico e televisivo e critico cinematografico.
Discendente da una famiglia del nord della Francia, nasce a Carpentras. Poco dopo la famiglia si trasferisce nell'Orne a Mortagne, dove vive fino a sei anni. Nel 1914 si trasferisce nelle Alpi Marittime dove compie gli studi al Liceo di Grasse. A Marsiglia, al Lycée Thiers, frequenta le classi preparatorie letterarie (hypokhâgne e khâgne). Nel 1927 è ammesso a Parigi a l'École normale supérieure. Agrégé des Lettres nel 1931, è nominato in un primo posto a Valence (1932) e poi a Tolone al Lycée Dumont-d'Urville dal 1933 al 1938. Nel 1939 è a Parigi al Liceo Condorcet, poi al Liceo Henri IV dal 1939 al 1943 (con una breve interruzione, nei Chasseurs Alpins, durante la seconda guerra mondiale ). Nel 1944 è incaricato alla Facoltà di Lettere di Aix-Marseille (cattedra di lingua e letteratura provenzale). Nel 1945 torna a Parigi, prima all'Henri IV e poi al Liceo Saint Louis, dove resterà fino al 1974, incaricato delle classi preparatorie alle Ecole Navale e Ecole Polytechnique.
Fin dagli anni dell'università si dedica insieme all'amico Barthélémy Taladoire (col quale forma un tandem artistico che durerà diversi anni) ad una carriera parallela di autore teatrale. Scriveranno, a quattro mani, diverse commedie, tra le quali Un baron sur la branche, rappresentata al Theatre Edouard VII a Parigi nel 1948 e Ariane ma soeur al Teatro Point 50, con il giovane Bruno Cremer, nel 1950.
Presto le loro strade divergono. Taladoire torna a Tolone dove prosegue la carriera nel teatro, mentre Fuzellier, a Parigi, dirige il suo interesse verso la radio. Si dedica con curiosità e spirito di ricerca all'estetica della radio, al Centre d'études radiophoniques de la radiodiffusion française, di cui dirige dall'inizio del 1951 la Section de recherches phonétiques, studiando in particolare il tema delle voci e dell'immaginario. Scrive e mette in onda numerose trasmissioni radiofoniche che vanno dalla commedia alla fantascienza. Inizia una lunga collaborazione con diversi artisti, tra i quali il regista Lazare Iglesis e gli attori Roger Legris e Bernard Veron: con quest'ultimo crea delle trasmissioni radiofoniche dove vengono improvvisati dialoghi su temi che gli autori stessi scoprono nello stesso tempo che l'ascoltatore. Nel 1956 crea, per Radio Monte-Carlo, una serie di trasmissioni dal titolo Accusé levez-vous sul tipo dell'inchiesta giudiziaria e per RTL la serie Galaxie. I suoi interessi poliedrici lo porteranno alla fine verso il suo soggetto di predilezione: il cinema. Nel 1955 scrive la sceneggiatura del film La torre di Nesle di Abel Gance, con Pierre Brasseur e Silvana Pampanini.
Dagli anni 40 insegna sceneggiatura a l'IDHEC (Institut des Hautes Etudes Cinématographiques), contribuendo a formare una generazione di giovani cineasti, tra i quali Costa Gavras. Studioso di teatro e di cinema analizza i rapporti tra cinema e letteratura, scrive su numerose riviste (Persée, Mesures, Renaissence, Revue d'histoire du théatre, Le Cahiers du Sud…) e pubblica alcuni testi, tra cui: Cinéma et littérature nel 1964 e Le langage radiophonique nel 1965 che saranno citati in molte pubblicazioni negli anni seguenti. Contemporaneamente alle sue attività pedagogiche scrive diversi adattamenti per il teatro e la televisione francese tra cui Elle s’abaisse pour vaincre di Oliver Goldsmith nel 1950, Les Joyeuses commères de Windsor di William Shakespeare nel 1954 e Avatar tratto da un romanzo di Théophile Gautier nel 1964 con Jean-Louis Trintignant. È anche critico cinematografico a l'Education Nationale. Dal 1963 è membro della Société des Auteurs et Compositeurs Dramatiques.
Pubblica nel 1976, a completamento dei suoi studi sul cinema, il Dictionnaire des oeuvres et des thèmes du cinéma mondial edito da Hachette.

## Opere teatrali
- 1937: Argo (1 atto) scritto con Barthélémy Taladoire (premio del concorso di Pièces en 1 acte della rivista Commerce)
- 1948: Un baron sur la branches (3 atti) scritto con Barthélémy Taladoire -Théâtre Edouard VII, Parigi
- 1949: Entr'acte (1 atto) scritto con Barthélémy Taladoire - Compagnie des 4 Vents - Marseille e Théâtre du Chapiteau, Parigi
- 1950: Ariane ma sœur ( 3 atti) scritto con Barthélémy Taladoire- Théâtre Point 50, Parigi.
- 1954: Les Joyeuses commères de Windsor - adattamento da William Shakespeare - Hotel de Cluny, Parigi.
- 1961: Les boutons de manchette - adattamento da Aldo De Benedetti - Club des 4
- 1962: Elle s'abaisse pour vaincre - adattamento da Oliver Goldsmith
- 1963: L'Affaire Minos (3 atti) scritto con Barthélémy Taladoire - Compagnie des 4 Vents-Marseille
- 1972: La Pastorale ou le chemin des Rois scritto con Barthélémy Taladoire - Compagnie des 4 Vents-Marseille

## Opere radiofoniche
Anni 1940/1950:
- La Comédie des Dupes (3 actes) con Barthélémy Taladoire - ORTF
- Les scenarios express (5 episodi) Club d'Essai - ORTF
- Les scénaristes malgré eux (8 episodi) Club d'Essai – ORTF
- Le théâtre de la foire (4 episodi) Club d'Essai - ORTF
- Arlequinades d'aujourd'hui (2 episodi) Club d'Essai - ORTF
- De Mireio à Mireille (trasmissione speciale per l'anniversario di F. Mistral)
- 1955: Galaxie (6 episodi) – ORTF
- 1956: Accusé levez-vous (6 episodi) Radio Monte-Carlo
- 1958: L'Empire des Voix (4 episodi)- Club d'Essai – ORTF
- 1960: L'autre bout du monde (3 atti) France 1/ Radio Losanne

## Cinema
- 1955: La torre di Nesle (La Tour de Nesle) diretto da Abel Gance – Produzione Les Films Fernand Rivers

## Televisione
- 1950: Decoupez-les vivants - RTF
- 1950: Le tresor de la vallee maudite - RTF
- 1962: Elle s'abaisse pour vaincre diretto da Lazare Iglésis – RTF
- 1962: Les français chez vous (corsi spettacolo per l'insegnamento della lingua francese nel mondo)
- 1964: Avatar diretto da Lazare Iglésis – RTF

## Articoli e saggi
- 1938: Histoire du théâtre provençal du Moyen-Age à 1900 ( tesi di Dottorato alla Facoltà di Lettere Paris)
- 1939: Les Lettres d'Oc, Deux representation du théâtre provençal
- 1949: Le théatre de langue d'Oc au Moyen-age (Annales de l'Institut d'Etudes Occitanes)
- 1954: Ecriture de film et écriture radiophonique (Radio France)
- 1955: Histoire du Théâtre Provençal (Groupement d'Estudi Provençau)
- 1957: Possibilités d'un enseignement du cinéma (Persee)
- 1959: L'expression radiophonique (Radio France)
- 1960: Ecriture comparée (Radio France)
- 1960: Textes sur théâtre et cinéma (con André Bazin), Institut des Hautes études cinématographiques
- 1960: Le comique dans le film (Cannes- Rencontre internationale des écoles d cinéma et de television 4)
- 1964: Cinema et Littérature (7°Art-Edition du Cerf)
- 1965: Le Language Radiophonique ( Ed. Histitut des Hautes Etudes Radiophoniques)
- 1976: Dictionnaire des oeuvres et des thèmes du Cinema Mondial ( Hachette)
- 1976: Le Barbier de Séville ( Bibliogr.critique, commentaire et sujets de travaux) Hachette
- 1980: Le théatre en langue d'Oc au XVIIe siécle - Editions Place